# John Marshall (musicien)
Pour les articles homonymes, voir John Marshall et Marshall.
John Marshall, né le 28 août 1941 à Isleworth (ouest du Grand Londres) et mort le 16 septembre 2023, est un batteur de jazz-fusion britannique connu pour avoir joué avec les groupes The Crazy World of Arthur Brown, Nucleus et Soft Machine.

## Biographie

### Jeunesse
Adolescent, son père l'amène à des concerts locaux dont les batteurs le fascinent. Dès l'âge de 14 ans, John Marshall prend des leçons de batterie auprès d'un batteur local et se joint à un groupe de Skiffle. Chaque semaine, il joue dans des groupes lors de mariages. 
En 1960, il découvre dans le Melody Maker une annonce de Jim Marshall proposant des cours de batterie et devient alors l'un de ses 65 élèves. 
Parallèlement, il étudie la psychologie à l'université de Reading. Là-bas, il rejoint un groupe de jazz universitaire. Il est diplômé en 1963. 
Il joue les 5 années suivantes dans de très nombreux  groupes.

### Carrière
En 1968, John Marshall joue sur le premier album éponyme du groupe The Crazy World of Arthur Brown. Il est présent sur deux chansons, I Put a Spell on You et Child of My Kingdom. 
En 1969, sa carrière professionnelle débute véritablement quand il rejoint le groupe Nucleus avec son ami et colocataire, le flûtiste, saxophoniste et pianiste Karl Jenkins. Il y restera deux ans. Entre-temps, il participe à l'album Songs For A Tailor de Jack Bruce puis à Centipede où il partage les percussions avec Robert Wyatt.  Il est alors élu « l'un des meilleurs batteurs britanniques de jazz » par les lecteurs du Melody Maker. 
Au cours de l'été 1971, il rejoint le groupe de Jack Bruce, ex-bassiste de Cream, et décline la première offre de Soft Machine après le départ de leur batteur Robert Wyatt. Toutefois, lorsque son remplaçant Phil Howard est renvoyé, il revient sur sa décision et arrive à temps pour enregistrer les dernières pièces de l'album Fifth à la batterie. John Marshall devient donc le troisième et dernier batteur de Soft Machine. Quand Mike Ratledge quitte le groupe, John Marshall et Karl Jenkins (qui les a entre-temps rejoint), prennent la direction musicale jusqu'à la fin, en 1981. Leur dernier album Land of Cockayne accueille des invités prestigieux tels Allan Holdsworth, Jack Bruce, Dick Morrissey, Ray Warleigh, etc.
De 1977 à 1981, John Marshall fait partie du groupe Eberhard Weber's Colours. Il a aussi collaboré à Soft Heap et Soft Head.
En 1991, il participe à l'album On the Sunday of life... de Porcupine Tree, un "one man band" de Steven Wilson, mais sa contribution se limite à une seule chanson, Third Eye Surfer.
En 2004, Hugh Hopper, Elton Dean, Allan Holdsworth et lui forment le groupe Soft Works, qui prend très rapidement le nom de Soft Machine Legacy. Toutefois, Holdsworth quitte le groupe et est remplacé par John Etheridge, qui l'avait déjà remplacé au sein de Soft Machine. 
Le 8 février 2006, Elton Dean décède et est remplacé par Theo Travis. Le groupe survit ensuite au décès de Hugh Hopper le 7 juin 2009. Roy Babbington lui succède.

## Discographie

### The Crazy World of Arthur Brown
- The Crazy World of Arthur Brown - Joue sur 2 chansons, I put a spell on you et Child of My Kingdom. (1968)

### Tim Rice/Andrew Lloyd Weber
- Jesus Christ Superstar (1970) - Avec Karl Jenkins, Murray Head, Ian Gillan et P.P. Arnold, entre autres.

### Nucleus
- Elastic Rock (1970, Vertigo)
- We'll Talk About It Later (1971, Vertigo)
- Solar Plexus (1971, Vertigo)
- Live at Theaterhaus (1985, Mood)

### Ian Carr
- Old Heartland (1988, EMI)

### Soft Machine
- Fifth (1972, CBS)
- Six (1973, CBS)
- Seven (1973, CBS)
- Bundles (1975, Harvest)
- Softs (1976, Harvest)
- Triple Echo (1977, Harvest)
- Alive & Well: Recorded in Paris (1978, Harvest)
- Land of Cockayne (1981, EMI) - Avec Allan Holdsworth, Karl Jenkins, Alan Parker, John Perry, Ray Warleigh.
- BBC Radio 1 Live in Concert (enregistré en 1972 et publié en 1994 - Windsong)
- Rubber Riff (enregistré en 1976 et publié en 1994 - Blueprint)
- Live in France (enregistré en 1972 et publié en 1995 - One Way) 2 CD

### Eberhard Weber's Colours
- Silent Feet (ECM, 1977)
- Pop Jazz International (Amiga, 1979)
- Little Movements (ECM, 1980)

### Collaborations

#### Jack Bruce
- Songs For A Tailor - 1969 - Sur Rope Ladder to the Moon et He the Richmond
- Harmony Row - (Atco - 1971)
- BBC Live in Concert - 1995 - Enregistré en 1971

#### John Surman
- Conflagration (Dawn, 1971) - Avec Marc Charig, Chick Corea, Alan Skidmore, Nick Evans, Harry Beckett, Kenny Wheeler.
- Morning Glory (Island, 1973)
- The Brass Project (ECM, 1992)
- Stranger than Fiction (ECM, 1993)

#### Vassilis Tsabropoulos/ Arild Andersen / John Marshall
- Achirana (ECM, 1999)

#### Soft Works
- Abracadabra (2003, Universal Japan)

#### Soft Machine Legacy
- Live in Zaandam (2005 - Moonjune)
- New Morning - The Paris Concert (DVD 2006 - Enregistré en décembre 2005)
- Soft Machine Legacy (2006 - Moonjune)
- Steam (2007 Moonjune)
- Live Adventures (2011 - Moonjune)
- Burden Of Proof (2013 - Moonjune)

### Participations
- Graham Collier/Deep Dark Blue Centre (1967, Deram)
- Michael Garrick/Jazz Praises at St Paul's (1968, Airborne)
- Barney Kessel/Blue Soul (1968, Black Lion)
- Barney Kessel/Swinging Easy (1968, Black Lion)
- Graham Collier/Down Another Road (1969, Fontana)
- Neil Ardley/Greek Variations (1969, Columbia)
- Michael Gibbs/Michael Gibbs (1969, Deram)
- Mike Westbrook/Marching Song Vol. I & II (1969, Deram)
- Georgie Fame/Seventh Son (1969, CBS)
- Indo-Jazz Fusions/Etudes (1969, Sonet)
- Bill Fay/Bill Fay (1970, Deram)
- Mike d'Abo/Michael D'Abo (1970, Uni)
- Chris Spedding/Songs Without Words (1970, Harvest)
- Top Topham/Ascension Heights (1970, Blue Horizon)
- Michael Gibbs/Tanglewood '63 (1970, Deram)
- Chitinous Ensemble/Chitinous Ensemble (1971, Deram)
- Linda Hoyle/Pieces of Me (1971, Vertigo)
- Spontaneous Music Orchestra/Live: Big Band/Quartet (1971, Vinyl)
- Mike Westbrook/Metropolis (1971, RCA)
- Centipede/Septober Energy (1971, Neo) - Produit par Robert Fripp.
- Michael Gibbs/Just Ahead (1972, Polydor)
- Alexis Korner/Bootleg Him (1972, Rak Srak) - Avec Jack Bruce, Charlie Watts, Cyril Davies, Paul Rodgers, Robert Plant, etc.
- Volker Kriegel/Inside:The Missing Link (1972, MPS)
- Hugh Hopper/1984 (1973, CBS)
- John Williams/Height Below (1973, Hi Fly)
- Volker Kriegel/Lift (1973, MPS)
- Pork Pie (Van't Hof. Mariano, Catherine, Marshall)/The Door is Open (1975, MPS)
- Charlie Mariano/HelenTwelveTrees (1976, MPS)
- Elton Dean & Alan Skidmore/El Skid (1977, Vinyl)
- Jasper van't Hof & George Gruntz/Fairy Tales (1978, MPS)
- Gil Evans/The British Orchestra (1983, Mole)
- U. Beckerhoff, J. van't Hof, J. Marshall/Camporondo (1986, Nabel)
- U. Beckerhoff, J. Abercrombie, A. Andersen, J. Marshall/Secret Obsession (1991, Nabel)
- Wolfgang Mirbach/Links (1992, Schlozzton)
- Towering Inferno/Kaddish (1993, Tl Records)
- Michael Gibbs/By The Way (1994, Ah Um)
- Theo Travis/View From The Edge (1994, 33 Records)
- Jandl/Glawischnig/Laut & Luise (1995, Hat Hut/Du)
- Graham Collier/Charles River Fragments (1995, Boathouse)
- Mirbach/Links/New Reasons to Use Old Words (1995, Schlozzton)
- Christoph Oeding/Taking a Chance (1997, Mons)
- John Marshall / Theo Travis / Mark Wood/Bodywork (1998, 33 Records)
- Roy Powell/North by Northwest (Enregistré en 1998, publié en 2001, Nagel-Heyer)